# Liste der Baudenkmale in Hasbergen
In der Liste der Baudenkmale in Hasbergen sind alle Baudenkmale der niedersächsischen Gemeinde Hasbergen aufgelistet. Die Quelle der Baudenkmale ist der Denkmalatlas Niedersachsen. Der Stand der Liste ist der 12. Dezember 2021.

## Allgemein
In den Spalten befinden sich folgende Informationen:
- Lage: die Adresse des Baudenkmales und die geographischen Koordinaten. Kartenansicht, um Koordinaten zu setzen. In der Kartenansicht sind Baudenkmale ohne Koordinaten mit einem roten Marker dargestellt und können in der Karte gesetzt werden. Baudenkmale ohne Bild sind mit einem blauen Marker gekennzeichnet, Baudenkmale mit Bild mit einem grünen Marker.
- Bezeichnung: Bezeichnung des Baudenkmales
- Beschreibung: die Beschreibung des Baudenkmales. Unter § 3 Abs. 2 NDSchG werden Einzeldenkmale und unter § 3 Abs. 3 NDSchG Gruppen baulicher Anlagen und deren Bestandteile ausgewiesen.
- ID: die Objekt-ID des Baudenkmales
- Bild: ein Bild des Baudenkmales, ggf. zusätzlich mit einem Link zu weiteren Fotos des Baudenkmals im Medienarchiv Wikimedia Commons. Wenn man auf das Kamerasymbol klickt, können Fotos zu Baudenkmalen aus dieser Liste hochgeladen werden:

## Hasbergen

### Gruppe: Bahnhof Hasbergen
Baudenkmal (Gruppe):

| Lage                        | Bezeichnung       | Beschreibung | ID       | Bild |
| --------------------------- | ----------------- | ------------ | -------- | ---- |
| 52° 14′ 29″ N, 7° 57′ 16″ O | Bahnhof Hasbergen |              | 41015104 |      |

Baudenkmale (Einzeln):

| Lage                                        | Bezeichnung     | Beschreibung | ID       | Bild |
| ------------------------------------------- | --------------- | ------------ | -------- | ---- |
| Bahnhofstraße 1 52° 14′ 31″ N, 7° 57′ 12″ O | Empfangsgebäude |              | 35474688 | BW   |
| Eisenbahnweg 52° 14′ 29″ N, 7° 57′ 19″ O    | Stall           |              | 41015126 | BW   |
| Eisenbahnweg 1 52° 14′ 29″ N, 7° 57′ 20″ O  | Empfangsgebäude |              | 41015113 | BW   |
| Schulstraße 52° 14′ 29″ N, 7° 57′ 23″ O     | Pumpstation     |              | 41015138 | BW   |

### Gruppe: Hof Zilles
Baudenkmal (Gruppe):

| Lage                                      | Bezeichnung | Beschreibung | ID       | Bild |
| ----------------------------------------- | ----------- | ------------ | -------- | ---- |
| Schulstraße 3 52° 14′ 22″ N, 7° 57′ 17″ O | Hof Zilles  |              | 35319492 | BW   |

Baudenkmale (Einzeln):

| Lage                                      | Bezeichnung              | Beschreibung | ID       | Bild |
| ----------------------------------------- | ------------------------ | ------------ | -------- | ---- |
| Schulstraße 3 52° 14′ 22″ N, 7° 57′ 19″ O | Wohn-/Wirtschaftsgebäude |              | 35634257 | BW   |
| Schulstraße 3 52° 14′ 22″ N, 7° 57′ 17″ O | Speicher                 |              | 35634280 | BW   |
| Schulstraße 3 52° 14′ 22″ N, 7° 57′ 16″ O | Einfriedung              |              | 35634938 | BW   |

### Einzelbaudenkmale
| Lage                                               | Bezeichnung              | Beschreibung                   | ID       | Bild |
| -------------------------------------------------- | ------------------------ | ------------------------------ | -------- | ---- |
| Martin-Luther-Straße 8 52° 14′ 37″ N, 7° 57′ 18″ O | Kirche                   | Christuskirche Hasbergen       | 35634236 |      |
| Martin-Luther-Straße 8 52° 14′ 37″ N, 7° 57′ 17″ O | Gefallenendenkmal        |                                | 35634215 | BW   |
| Schulstraße 4 52° 14′ 23″ N, 7° 57′ 26″ O          | Wohn-/Wirtschaftsgebäude |                                | 35634814 | BW   |
| Berliner Straße 2 52° 14′ 16″ N, 7° 57′ 12″ O      | Wohn-/Wirtschaftsgebäude |                                | 35634108 | BW   |
| Am Plessen 2 52° 13′ 33″ N, 7° 56′ 44″ O           | Heuerhaus                | Hof Schröder                   | 35634063 | BW   |
| Haslage 1 52° 13′ 34″ N, 7° 56′ 20″ O              | Wohn-/Wirtschaftsgebäude | Hof Schröder, ehemals Wiebusch | 35634150 | BW   |
| Grafenstraße 22 52° 13′ 18″ N, 7° 55′ 21″ O        | Zollhaus                 |                                | 39096063 | BW   |

## Gaste

### Gruppe: Hof Große Brömstrup
Baudenkmal (Gruppe):

| Lage                                           | Bezeichnung         | Beschreibung | ID       | Bild |
| ---------------------------------------------- | ------------------- | ------------ | -------- | ---- |
| Am Amazonenwerk 58 52° 15′ 39″ N, 7° 55′ 43″ O | Hof Große Brömstrup |              | 35319507 | BW   |

Baudenkmale (Einzeln):

| Lage                                           | Bezeichnung              | Beschreibung | ID       | Bild |
| ---------------------------------------------- | ------------------------ | ------------ | -------- | ---- |
| Am Amazonenwerk 58 52° 15′ 40″ N, 7° 55′ 46″ O | Wohnhaus                 |              | 35635099 | BW   |
| Am Amazonenwerk 58 52° 15′ 39″ N, 7° 55′ 45″ O | Scheune                  |              | 35635030 | BW   |
| Am Amazonenwerk 58 52° 15′ 38″ N, 7° 55′ 45″ O | Wohn-/Wirtschaftsgebäude |              | 35634324 | BW   |
| Am Amazonenwerk 58 52° 15′ 38″ N, 7° 55′ 47″ O | Scheune                  |              | 35635168 | BW   |
| Am Amazonenwerk 58 52° 15′ 37″ N, 7° 55′ 46″ O | Speicher                 |              | 35634961 | BW   |

### Gruppe: Hof Weitkamp
Baudenkmal (Gruppe):

| Lage                                          | Bezeichnung  | Beschreibung | ID       | Bild |
| --------------------------------------------- | ------------ | --- | -------- | ---- |
| Am Gaster Berg 12 52° 14′ 56″ N, 7° 55′ 44″ O | Hof Weitkamp | Alleinstehende Hofanlage mit Wohn-/Wirtschaftsgebäude und Scheune, die beide um 1783 von Zimmermeister Schütte errichtet wurden, und alte Hofzufahrt mit altem Baumbestand. | 35319521 | BW   |

Baudenkmale (Einzeln):

| Lage                                          | Bezeichnung              | Beschreibung | ID       | Bild |
| --------------------------------------------- | ------------------------ | --- | -------- | ---- |
| Am Gaster Berg 12 52° 14′ 57″ N, 7° 55′ 44″ O | Wohn-/Wirtschaftsgebäude | Dreiständerbau mit Kübbungs westlich, Ständerreihe mit Kopfbändern erhalten, Wirtschaftsgiebel zweimal vorkragend, Fachwerk teils mit verputzten Gefachen, teils mit Ziegelausmauerung, Satteldach, errichtet 1783. Im Wohnbereich eine zweigeschossige, quergestellte Erweiterung mit Walmdach. | 35474948 | BW   |
| Am Gaster Berg 12 52° 14′ 55″ N, 7° 55′ 43″ O | Scheune                  | Im Süden der Hofanlage und unmittelbar an der Zufahrtsallee gelegene Scheune, Fachwerk mit verputzten Gefachen, drei Querdurchfahrten, Satteldach, errichtet wohl im Zusammenhang mit dem Wohnhaus um 1783.                                                                                      | 35634370 | BW   |

### Einzelbaudenkmale
| Lage                                              | Bezeichnung              | Beschreibung          | ID       | Bild |
| ------------------------------------------------- | ------------------------ | --------------------- | -------- | ---- |
| Rheiner Landstraße 17 52° 16′ 17″ N, 7° 57′ 21″ O | Wohn-/Wirtschaftsgebäude | Ehemalige Salzausgabe | 35634499 | BW   |
| Hauptstraße 15 52° 14′ 48″ N, 7° 56′ 22″ O        | Wohn-/Wirtschaftsgebäude |                       | 35475037 | BW   |
| Am Gaster Berg 21 52° 14′ 58″ N, 7° 55′ 31″ O     | Heuerhaus                |                       | 35634394 | BW   |

### Gruppe:Hof To Büren/Brockmann
Baudenkmal (Gruppe):

| Lage                                  | Bezeichnung            | Beschreibung | ID       | Bild |
| ------------------------------------- | ---------------------- | ------------ | -------- | ---- |
| Eschweg 6 52° 13′ 50″ N, 7° 58′ 39″ O | Hof To Büren/Brockmann |              | 35319535 | BW   |

Baudenkmale (Einzeln):

| Lage                                  | Bezeichnung              | Beschreibung | ID       | Bild |
| ------------------------------------- | ------------------------ | ------------ | -------- | ---- |
| Eschweg 6 52° 13′ 49″ N, 7° 58′ 39″ O | Wohn-/Wirtschaftsgebäude |              | 35634764 | BW   |
| Eschweg 6 52° 13′ 50″ N, 7° 58′ 38″ O | Scheune                  |              | 35634583 | BW   |
| Eschweg 6 52° 13′ 51″ N, 7° 58′ 38″ O | Schuppen                 |              | 45138489 | BW   |
| Eschweg 6 52° 13′ 51″ N, 7° 58′ 39″ O | Schuppen                 |              | 45138508 | BW   |
| Eschweg 6 52° 13′ 50″ N, 7° 58′ 40″ O | Speicher                 |              | 45138474 | BW   |

### Gruppe: Hof Lührmann
Baudenkmal (Gruppe):

| Lage                                    | Bezeichnung  | Beschreibung | ID       | Bild |
| --------------------------------------- | ------------ | ------------ | -------- | ---- |
| Zum Hügel 9 52° 13′ 39″ N, 7° 58′ 47″ O | Hof Lührmann |              | 35319549 | BW   |

Baudenkmale (Einzeln):

| Lage                                    | Bezeichnung              | Beschreibung | ID       | Bild |
| --------------------------------------- | ------------------------ | ------------ | -------- | ---- |
| Zum Hügel 9 52° 13′ 38″ N, 7° 58′ 48″ O | Wohn-/Wirtschaftsgebäude |              | 35634608 | BW   |
| Zum Hügel 9 52° 13′ 38″ N, 7° 58′ 48″ O | Maschinenhalle           |              | 45098731 | BW   |
| Zum Hügel 9 52° 13′ 38″ N, 7° 58′ 48″ O | Stall                    |              | 45098701 | BW   |
| Zum Hügel 9 52° 13′ 38″ N, 7° 58′ 46″ O | Scheune                  |              | 45098685 | BW   |
| Zum Hügel 9 52° 13′ 39″ N, 7° 58′ 48″ O | Speicher                 |              | 45098666 | BW   |

### Einzelbaudenkmale
| Lage                                             | Bezeichnung              | Beschreibung           | ID       | Bild           |
| ------------------------------------------------ | ------------------------ | ---------------------- | -------- | -------------- |
| Am Steinbrink 35 52° 13′ 39″ N, 7° 58′ 45″ O     | Wohn-/Wirtschaftsgebäude |                        | 35634562 | BW             |
| Zur Hüggelschlucht 2 52° 13′ 29″ N, 7° 59′ 29″ O | Wohn-/Wirtschaftsgebäude |                        | 35634653 | BW             |
| Zur Hüggelschlucht 3 52° 13′ 25″ N, 7° 59′ 23″ O | Wohn-/Wirtschaftsgebäude |                        | 35634673 | BW             |
| Zur Hüggelschlucht 52° 13′ 22″ N, 7° 59′ 19″ O   | Pumpstation              | Augustaschacht Ohrbeck | 35634630 | Weitere Bilder |
| Hellerner Weg 25 52° 14′ 10″ N, 7° 59′ 0″ O      | Heuerhaus                | Hof Brockmann          | 35475348 | BW             |
| Zur Hüggelschlucht 7 52° 12′ 50″ N, 7° 59′ 25″ O | Speicher                 |                        | 35634696 | BW             |
| Zur Hüggelschlucht 8 52° 12′ 49″ N, 7° 59′ 32″ O | Wohnhaus                 |                        | 35634718 | BW             |